# ТЕЦ Беррі
26°57′27″ пн. ш. 49°35′6″ сх. д. / 26.95750° пн. ш. 49.58500° сх. д.
ТЕЦ Беррі — теплова електростанція у Саудівській Аравії, яка обслуговує один з об'єктів нафтогазової промисловості.
Електростанція, якою в 2005 році доповнили газопереробний завод Беррі, стала першою у цілій серії ТЕЦ, які замовила для своїх об'єктів компанія Saudi Aramco.
ТЕЦ Беррі має дві газові турбіни потужністю по 150 МВт, відпрацьовані якими гази живлять котли-утилізатори.
Як паливо ТЕЦ споживає природний газ.